# Nishi-ku (Osaka)
Nishi (西区 Nishi-ku?) es un barrio de la ciudad de Osaka, en la prefectura de Osaka, Japón. En julio de 2019 tenía una población estimada de 102.540 habitantes y una densidad de población de 19.681 personas por km². Su área total es de 5,21 km².

## Demografía
Según datos del censo japonés, la población de Nishi ha aumentado en los últimos años.
| Año del censo | Población |
| ------------- | --------- |
| 1995          | 58.674    |
| 2000          | 63.402    |
| 2005          | 72.591    |
| 2010          | 83.058    |
| 2015          | 92.430    |